# Pierre Folle (Saint-Palais-de-Négrignac)
Pour les articles homonymes, voir Pierre Folle.
La Pierre Folle, ou Pierre de Chassit, est un dolmen situé à Saint-Palais-de-Négrignac, dans le département de la Charente-Maritime en France.

## Historique
Le site fut fouillé et photographié par le baron Henri de Lestrange qui le mentionne sous le nom de Pierre de Chassit. Le dolmen, connu depuis fort longtemps, fut souvent cité et est représenté sur des cartes postales du début du XXe siècle. En 1989, il a fait l'objet d'une fouille de sauvetage alors qu'il était à l'abandon.

## Description
Le monument a été érigé à proximité immédiate du ruisseau du Lary. Le dolmen est quelque peu ruiné : la table de couverture a glissé et repose en partie sur le sol. Il ne comporte plus que trois orthostates et une dalle de chevet mais il comportait encore cinq piliers à la fin des années 1970. Les dalles sont de forme grossières en grès tertiaire sidérolithiques d'origine locale.
La chambre est de forme rectangulaire, de type angoumoisin, orientée au sud-ouest (azimut 42°). Aucune trace de tumulus n'a été découverte, sa disparition semble assez ancienne. L'étude menée en 1989 a permis de reconnaître un cercle périphérique de 12 m de diamètre autour de la chambre qui a peut-être servi de base à l'implantation d'un parement autour du tumulus. Il pourrait aussi correspondre à une réutilisation ultérieure du dolmen à une période indéterminée (chalcolithique ou protohistorique). 
Deux sondages ont révélé la présence d'une tranchée de largeur et de profondeur irrégulières qui a servi de base à l'implantation de poteaux de 20 à 25 cm de diamètre qui pourraient avoir dessiné une forme de couronne autour du dolmen. 

## Matériel funéraire
Le mobilier connu provient du tamisage des déblais des fouilles antérieures et de quelques découvertes en place lors de la fouille de 1989. 
Les ossements humains retrouvés sont très fragmentés, presqu'inutilisables, mais l'étude des incisives indique l'inhumation d'au moins huit individus (deux âgés, cinq adultes et un enfant). 
Les tessons de céramique découverts dans la chambre du dolmen peuvent être attribués au Néolithique mais ceux retrouvés dans le fossé suggèrent une appartenance à la Protohistoire. 
L'industrie lithique correspond à 191 éléments très divers en silex, un éclat de hache polie en roche verte et quelques éléments de quartz. L'outillage en silex est assez banal, il a probablement été en partie amputé par des prélèvements antérieurs des plus belles pièces, hormis deux armatures tranchantes. L'ensemble manque d'homogénéité, la distinction entre ce qui relève du mobilier funéraire proprement dit de ce qui relève d'une occupation domestique du site est difficile à établir. Les armatures tranchantes pourraient être rattachées au Néolithique moyen du Centre-ouest.
Le reste du mobilier funéraire est pauvre : un poinçon en os, une défense de suidé.